# Equality Act (Afrique du Sud)
Pour les articles homonymes, voir Equality Act.
Lire en ligne

Publication officielle

La loi Promotion of Equality and Prevention of Unfair Discrimination Act, 2000 (PEPUDA), également connue sous le nom de Equality Act est un texte législatif sud-africain visant à réprimer et à empêcher toute discrimination.  En français, la traduction de l'intitulé de la loi est Loi sur la promotion de l'égalité et de la prévention de la discrimination. 
Cette loi interdit la discrimination injuste de la part du gouvernement et des organisations privées et des particuliers et interdit les discours de haine et le harcèlement. La loi énumère différents critères sur lesquels toute discrimination est illégale, à savoir la race, le sexe, le genre, la grossesse, la responsabilité ou le statut familial, l'état matrimonial, l'origine ethnique ou sociale, le statut sérologique relatif au VIH / sida, la couleur de peau, l'orientation sexuelle, l'âge, le handicap, la religion, la conscience, les croyances, la culture, la langue et la naissance. comme «motifs interdits» de discrimination, mais contient également des critères que les tribunaux peuvent appliquer pour déterminer quelles autres caractéristiques sont des motifs interdits.
La loi établit les divisions de la Haute Cour et désigne les tribunaux de première instance comme « tribunaux de l'égalité » pour traiter les plaintes pour discrimination, discours de haine et harcèlement. 
La discrimination en matière d'emploi est exclue du champ d'application de la loi car celle-ci est déjà couverte par une autre législation adoptée en 1998, le Employment Equity Act (Loi sur l'équité en matière d'emploi).  

## Contexte
La section neuf de la Constitution sud-africaine contient une disposition garantissant l'égalité des citoyens et une interdiction de la discrimination publique et privée. Il oblige le gouvernement national à adopter une législation interdisant la discrimination, et une clause transitoire exigeait que cette législation soit promulguée avant le 4 février 2000, trois ans après l'entrée en vigueur de la constitution.  
La loi sur l’égalité a été approuvée par le Président le 2 février 2000 ; elle a été promulguée parallèlement à deux autres lois également requises par la Constitution sud-africaine : la loi sur la promotion de l'accès à l'information (Promotion of Access to Information Act, PAIA), qui traite de la liberté de l'information, et la loi sur la promotion de la justice administrative (Promotion of Administrative Justice Act, PAJA), qui traite de la justice en droit administratif.